# Château de Chancepoix
Le château de Chancepoix est une demeure située à Château-Landon, en France. Elle est partiellement inscrite aux monuments historiques depuis 1926.

## Statut patrimonial et juridique
L’édifice fait l’objet d’une inscription au titre des monuments historiques depuis 1926.